# Скендерија
Скендерија је спортско-културно-пословни центар у Сарајеву, саграђен 1969. године. Смјештен је на лијевој обали Миљацке. Укупна површина центра износи 70.000 m². У склопу Скендерије се налазе дворана Мирза Делибашић и Дом младих.

## Историја
Скендерија је име добила по Скендер-паши који је на овом простору 1499. године саградио трговачки центар са 11 дућана, караван сарај, двор, имарет и текију. Његов син Мустафа-бег Скендерепашић је 1518. године уз очеву текију подигао прву поткуполну џамију у Босни и Херцеговини. За вријеме Краљевине Југославије са џамије је скинут оловни покров под изговором да га треба замијенити бакарним, што се никада није догодило, па се купола урушила, а остатак грађевине срушио се до 1935. године, остављајући за собом само мунару.
Због недостатка изложбеног и спортског центра у граду који се током 1960-их брзо развијао, градске власти су одлучиле да саграде нови центар Скендерија. Мунара џамије је уклоњена 1960. године, а центар Скендерија је отворен 29. новембра 1969. премијером филма „Битка на Неретви”.
Ускоро је Скендерија постала познат и често коришћен центар за културне догађаје из бивше Југославије. Сарајево је 1977. изабрано за домаћина Зимских олимпијских игара 1984. Организатори су установили да им је за потребе игара поред нове дворане Зетра за одржавање такмичења у хокеју на леду и уметничком клизању. Због тога су пожели радови на реконструкцији и проширењу Скендерије.
Током рата у Босни и Херцеговини Скендерија је била гранатирана. Главна структура зграде је прошла без већих оштећења, али је Дом омладине спаљен.
После рата није било потребе за овим центром, па је он полако почео да пропада. Године 1999. градска власт Сарајева је одлучила је да јој је потребна изложбена хала. Обнова Скендерије је трајала од 2000. до 2006. Обнову су финансирала приватна предузећа, па је она сада у њиховом власништву.